# Paternopoli
Paternopoli – miejscowość i gmina we Włoszech, w regionie Kampania, w prowincji Avellino.
Według danych na 1 stycznia 2022 roku gminę zamieszkiwały 2142 osoby (1062 mężczyzn i 1080 kobiet).